# Burning in the Skies
Burning in the Skies (englisch für Brennen im Himmel) ist ein Lied der US-amerikanischen Rockband Linkin Park. Der Song erschien am 10. September 2010 auf ihrem vierten Studioalbum A Thousand Suns und wurde am 21. März 2011 als dritte Single aus diesem veröffentlicht.

## Inhalt
Der Text von Burning in the Skies ist uneindeutig gehalten und kann sowohl von dem Ende einer Beziehung, als auch von dem Untergang der gesamten Menschheit handeln. Mike Shinoda singt die Strophen und Chester Bennington den Refrain, jeweils aus der Perspektive des lyrischen Ichs. Dabei berichten sie über Zerstörung und den Verlust von etwas, das sie aufgrund ihres Verhaltens eh nicht verdient hätten.

“I’m swimming in the smoke

Of bridges I have burned

So don’t apologize

I’m losing what I don’t deserve”

## Produktion
Der Song wurde von dem US-amerikanischen Musikproduzenten Rick Rubin in Zusammenarbeit mit Linkin-Park-Mitglied Mike Shinoda produziert. Die Linkin-Park-Mitglieder fungierten als Autoren.

## Musikvideo
Bei dem zu Burning in the Skies gedrehten Musikvideo führte Linkin-Park-Mitglied Joe Hahn Regie. Es feierte am 22. Februar 2011 Premiere und verzeichnet auf YouTube über 60 Millionen Aufrufe (Stand Januar 2024). Das Video zeigt durchgehend in Zeitlupe die Aktivitäten verschiedener Menschen in einer Großstadt kurz vor der Explosion einer Atombombe. Darunter befinden sich junge Leute auf einer Party, ein Liebespaar in einem Auto, eine Frau in ihrem Badezimmer, eine junge Frau beim Lernen, ein älterer Mann sowie ein spielendes Kind. Zum Zeitpunkt der Explosion sind auch die Bandmitglieder im Halbdunkel zu sehen. Am Ende fallen alle Personen durch die Druckwelle in Zeitlupe um.

## Single

### Covergestaltung
Das Singlecover ist in grellgrünen Farbtönen gehalten und zeigt einen Soldaten von hinten, der Helm und Rucksack trägt. Oben im Bild sind neben den grün-roten Schriftzügen Linkin Park und Burning in the Skies rote Farbtöne zu sehen.

### Titelliste
1. Burning in the Skies – 4:13
2. Blackout (Live) – 4:36

### Chartplatzierungen
Burning in the Skies stieg am 8. April 2011 auf Platz 43 in die deutschen Singlecharts ein und belegte in den folgenden Wochen die Ränge 54 und 57. Insgesamt war es 16 Wochen lang in den Top 100 vertreten. In Österreich erreichte das Lied Position 35 und hielt sich drei Wochen in den Charts, während es in der Schweiz Platz 41 belegte und acht Wochen in den Charts vertreten war.
| ChartsChartplatzierungen | Höchstplatzierung | Wochen |
| ------------------------ | ----------------- | ------ |
| Deutschland (GfK)        | 43 (16 Wo.)       | 16     |
| Österreich (Ö3)          | 35 (3 Wo.)        | 3      |
| Schweiz (IFPI)           | 41 (8 Wo.)        | 8      |